# Skowa e a Máfia
Skowa e a Máfia foi uma banda paulistana de música brasileira com fortes influências dos gêneros da diáspora africana, mais especificamente a black music norte americana, a música caribenha e o samba brasileiro. Além do funk e do soul, há fortes elementos do rock e também do reggae e dos ritmos cubanos. Foi formada no ano de 1986, na cidade de São Paulo e iniciou suas atividades em 1987.

## Carreira
O grupo foi idealizado pelo músico e cantor Skowa em 1987. Dois anos depois, gravou seu primeiro disco, intitulado La Famiglia, que projetou nacionalmente a banda através do hit "Atropelamento e Fuga", uma releitura da composição de Akira S e As Garotas Que Erraram. Ainda em 1989, a banda foi eleita pela APCA (Associação Paulista de Críticos de Arte) como Revelação da Música Brasileira.
Em 1990, o grupo lançou seu segundo álbum: Contraste e Movimento. No ano seguinte, a banda encerrou as atividades e Skowa seguiu em carreira solo.
Em 2006, o grupo retornou à ativa, apresentando-se no festival Virada Cultural e, desde então, realizou shows na capital paulista até o falecimento de seu idealizador em 2024.

## Integrantes da primeira formação
- Skowa - voz, guitarra, teclados e programações
- Bukassa Kabengele - voz e coreografias
- Che Leal - voz, percussão e coreografias
- Lelena Anhaia - baixo
- Tonho Penhasco - guitarra
- Tuba Abraão - guitarra
- James Muller - bateria, percussão, programações e coreografias

## Integrantes da segunda formação
- Skowa - voz, guitarra, teclados e programações
- Bukassa Kabengele - voz e coreografias
- Che Leal - voz, percussão e coreografias
- Tonho Penhasco - guitarra
- James Muller - bateria, percussão e coreografias
- Kiki Vassimon - baixo
- Paulo "Binga" Checolli - teclados
- Mônica Dória - trompete
- Liege Rava - saxofone alto

## Discografia
- 1989 - La Famiglia
- 1990 - Eppur si Muove - Contraste e Movimento

## Prêmios
- Revelação da Música Brasileira (Associação Paulista de Críticos de Arte): 1989.